# Естонія на літніх Паралімпійських іграх 2012
Естонія на літніх Паралімпійських іграх 2012 року була представлена 3 спортсменами у двох видах спорту. Ігри відбулися в Лондоні з 29 серпня до 9 вересня 2012 року.

## Легка атлетика
Чоловіки
| Спортсмен    | Змагання              | Відстань | Місце |
| ------------ | --------------------- | -------- | ----- |
| Юрі Бергманн | стрибок у довжину F20 | 12.09    | 9     |

Жінки
| Спортсмен  | Змагання              | Відстань | Місце |
| ---------- | --------------------- | -------- | ----- |
| Ширлі Тіік | стрибок у довжину F20 | 11.54    | 5     |

## Плавання
Чоловіки
| Спортсмен       | Змагання            | Заплив  | Заплив | Остаточний/Всього | Остаточний/Всього |
| Спортсмен       | Змагання            | Час     | Місце  | Час               | Місце             |
| --------------- | ------------------- | ------- | ------ | ----------------- | ----------------- |
| Кардо Плооміпуу | 50 м, вільний стиль | 26.50   | 18     | Не пройшов далі   | Не пройшов далі   |
| Кардо Плооміпуу | 100 м, на спині     | 1:02.36 | 5 Q    | 1:01.32           | 4                 |